# Alireza Ghasemi
Alireza Ghasemi (Teerão, 29 de outubro de 1990) é um roteirista e cineasta iraniano. É conhecido por dirigir as curtas-metragens premiadas Lunch Time (2017), Better than Neil Armstrong (2019) e Extra Sauce (2020). Os filmes de Ghasemi já foram exibidos em vários festivais de qualificação académica. A sua curta-metragem Hora do Almoço recebeu uma nomeação para a Palma de Ouro da Curta-Metragem no 70º Festival Anual de Cinema de Cannes, em 2017. "In The Land Of Brothers" é a sua primeira longa-metragem, que estreou no Sundance Film Festival 2024.

## Filmografia
- In the Land of Brothers (2024)[5]
- Solar Eclipse (2021)[6]
- Arezo (2019)[7]
- Extra Sauce (2019)[8]
- Better than Neil Armstrong (2019)[9]
- Lunch Time (2017)[10]
- Frequency (2016)[11]
- Shortcut (2015)[12]